# نامریکیبل
نامریکیبل (انگلیسی: Numericable) شرکت مخابرات فرانسوی است، که در سال ۲۰۰۷ تأسیس شد.